# Otero de Guardo

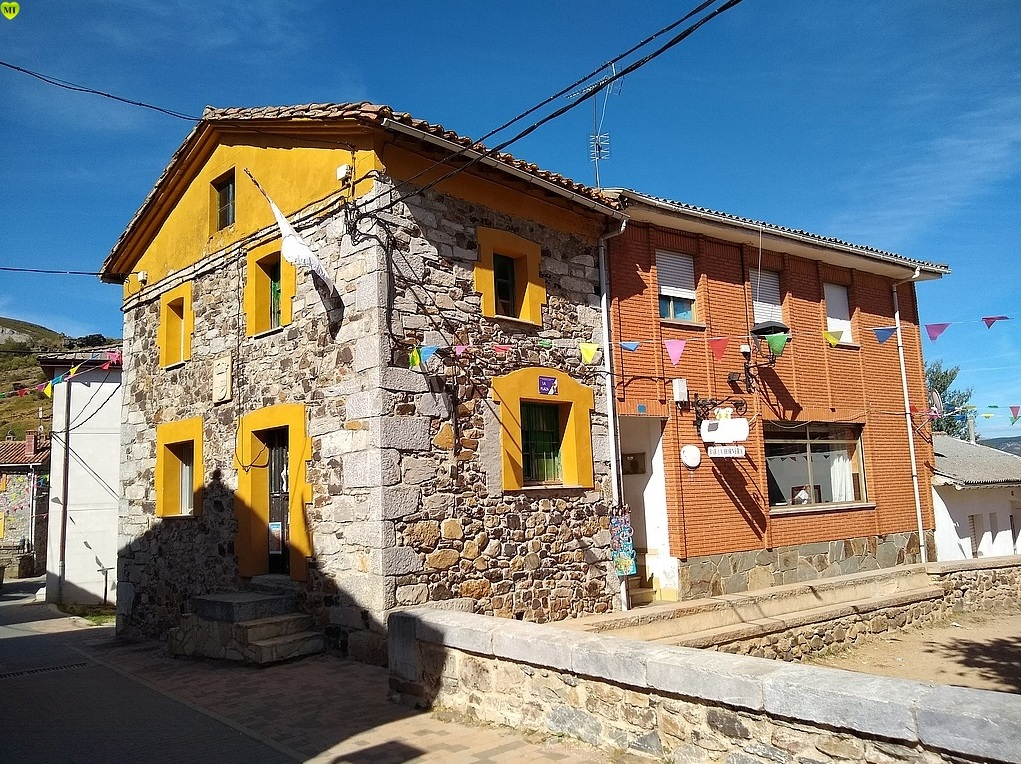
Ayuntamiento y bar

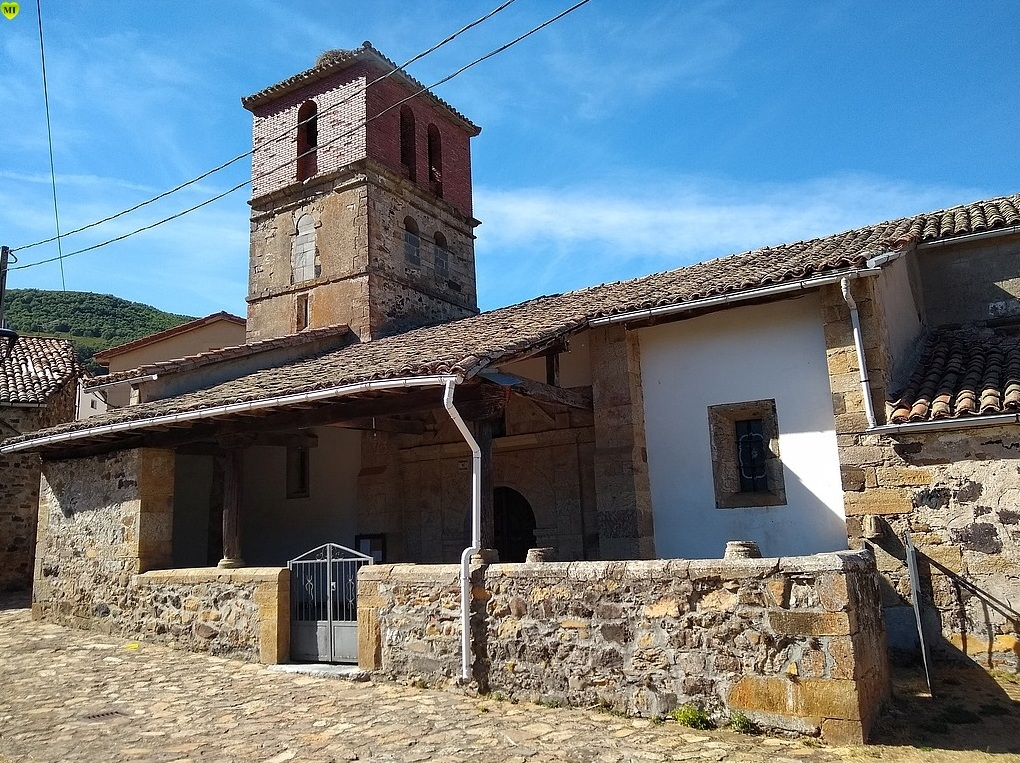
Iglesia del Salvador

Otero de Guardo es una localidad que pertenece al municipio de Velilla del Río Carrión en la provincia de Palencia, comunidad autónoma de Castilla y León, España.

## Geografía
- Pertenece a la comarca de la Montaña Palentina, subcomarca del Alto Carrión.
- Limita al norte con Valverde de la Sierra y Camporredondo de Alba, al oeste con Besande, al sur con Velilla del Río Carrión y al este con Valcobero.
- Se encuentra situado en la carretera P-210 a la altura del kilómetro 48.
- Está a una distancia de 110 km de Palencia, la capital provincial, a 100 km de León y 170 km de Santander.

## Historia
El primer dato histórico que nos indica la existencia del pueblo es de 1352 en el libro Becerro de las Behetrías de Castilla. El 3 de diciembre de 1354 Pedro I de Castilla concedió el Mayorazgo de Guardo a Juan Rodríguez de Cisneros, pasando a ser su Señor. Nace así el Señorío de Guardo, al que debe vasallaje entre otros el pueblo de Otero de Guardo. Del año 1636 al 1801, el pueblo perteneció a la provincia de Toro. En 1837 quedan suprimidos los señoríos jurisdiccionales pasando a ser ayuntamiento propio. El pueblo se quemó el 22 de julio de 1918 a las 23h, debido a un cohete que en las celebraciones de la víspera de una boda cayó sobre un tejado propagándose rápidamente, ya que los tejados eran de colmos y quemando la mitad de las casas del pueblo. En los años 1920 se introdujo la corriente eléctrica en el pueblo proveniente de Triollo. En 1948 se realizaron las obras para la introducción del agua corriente al pueblo, en una obra que trajo el agua desde la fuente de Monfría y se aprovechó para la generación de corriente eléctrica. En 1960 fue inaugurado el embalse de Compuerto con una capacidad de 95 millones de metros cúbicos. Este pantano anegó gran parte de los terrenos de cultivo del pueblo y también un puente romano. 
Otero de Guardo fue municipio independiente hasta 1974, año en que pasó a formar parte del municipio de Velilla del Río Carrión, en septiembre de 1997 se disolvió su Junta Vecinal pasando a depender desde entonces del consistorio velillense.

## Geografía humana

### Demografía
| Gráfica de evolución demográfica de Otero de Guardo entre 1842 y 1970 |
| |
| Población de derecho según los censos de población del INE Población de hecho según los censos de población del INEEntre el censo de 1857 y el anterior, crece el término del municipio porque incorpora a 345127 (Valcovero) Entre el censo de 1981 y el anterior, este municipio desaparece porque se integra en el municipio 34199 (Velilla del Río Carrión) |

Evolución de la población en el siglo XXI
| Gráfica de evolución demográfica de Otero de Guardo entre 2000 y 2020 |
|                                                                       |
| Población de derecho (2000-2020) según el padrón municipal del INE    |

### Economía
Actualmente vive de la ganadería y de los tres bares que posee, el resto de la población trabaja fuera del pueblo.

## Patrimonio
- Antiguo molino que también generaba la electricidad del pueblo.
- Iglesia del Salvador, con restos románicos.
- Puente romano, actualmente bajo las aguas del pantano de Compuerto.

## Fiestas
- 15 de mayo: San Isidro
- Fiestas patronales: 6 de agosto (San Justo y Pastor) Las mejores fiestas de pueblo del mundo
- 7 de agosto: San Justin.